# Ögmundur Kristinsson
Ögmundur Kristinsson (Reykjavík, Islandia, 19 de junio de 1989) es un futbolista islandés que juega de portero en el Valur Reykjavík de la Úrvalsdeild Karla.

## Selección
Ha sido internacional con la selección de Islandia en 19 ocasiones.

## Clubes
| Club                   | País         | Año       | Partidos | Goles |
| ---------------------- | ------------ | --------- | -------- | ----- |
| Fram Reykjavík         | Islandia     | 2006-2014 | 78       | 0     |
| Randers F. C.          | Dinamarca    | 2014-2015 | 5        | 0     |
| Hammarby IF            | Suecia       | 2015-2017 | 70       | 0     |
| S. B. V. Excelsior     | Países Bajos | 2017-2018 | 16       | 0     |
| AE Larisa              | Grecia       | 2018-2020 | 67       | 0     |
| Olympiacos de El Pireo | Grecia       | 2020-2023 | 9        | 0     |
| Kifisia F. C.          | Grecia       | 2023-2024 | 8        | 0     |
| Valur Reykjavík        | Islandia     | 2024-     |          |       |

## Palmarés

### Títulos nacionales
| Título              | Club             | País   | Año  |
| ------------------- | ---------------- | ------ | ---- |
| Superliga de Grecia | Olympiakos F. C. | Grecia | 2021 |
| Superliga de Grecia | Olympiakos F. C. | Grecia | 2022 |